# Независимые украинские социал-демократы
Независимые украинские социал-демократы (укр. Незалежні українські соціал-демократи) — в период революционной борьбы 1917—1921 годов левое течение в украинской социал-демократии, которое на VI конгрессе УСДРП в январе 1919 года откололось от неё и образовало Украинскую социал-демократическую рабочую партию (независимых) (Українська соціал-демократична робітнича партія (незалежних)). Организационный комитет фракции независимых был образован ещё в декабре 1918 года в Харькове. Печатный орган — «Червоний прапор» («Красное знамя»). Лидеры: А. Драгомирецкий, Ю. Мазуренко, М. Ткаченко, М. Авдиенко, А. Песоцкий.
Поддерживая социалистическую революцию и Советы рабочих и крестьянских депутатов как форму организации власти, они критиковали одновременно и руководство УНР (включая правое крыло УСДРП), и большевиков в лице КП(б)У, которую обвиняли в реакционности и враждебности украинской государственности.
Из-за централистской политики большевиков часть УСДРП(н) образовала направленный против них Всеукрревком; впоследствии она участвовала в создании Украинской коммунистической партии (укаписты). Другая часть (Панькив, Гукович, Дегтярь и другие) осудила такую деятельность и образовала УСДРП (независимых левых), пытаясь наладить конструктивные взаимоотношения с большевиками. В августе 1919 года они, объединившись с группой левых эсеров-боротьбистов (УПСР (коммунистов-боротьбистов)), образовали Украинскую коммунистическую партию (боротьбистов).